# Полет 751 на „Скандинейвиън Еърлайнс Систем“
Полет 751 на „Скандинейвиън Еърлайнс Систем“ е редовен международен пътнически полет от летище „Стокхолм Арланда“, Стокхолм, Швеция, до летище „Варшава Шопен“, Варшава, Полша, с планирано междинно кацане на летище „Копенхаген“, Копенхаген, Дания, управляван от „Скандинейвиън Еърлайнс Систем“. На 27 декември 1991 г. самолетът „Макдонъл Дъглас MD-81“, който изпълнява полета, е принуден да извърши аварийно кацане на поле близо до Готрьора, Швеция. Всички 129 пътници и екипаж на борда оцеляват. Инцидентът е известен като катастрофата при Готрьора (на шведски: Gottrörakraschen) или Чудото при Готрьора (на шведски: Miraklet i Gottröra) в Швеция.
Причината за инцидента е натрупване на лед по крилата на машината. Според официалния доклад на Шведския съвет за разследване на произшествия проблемът с образуването на прозрачен лед по крилата на този тип самолети е добре познато явление. От 1985 г. „Макдонъл Дъглас“ предоставя обширна информация до всички оператори, които се занимават с този тип проблеми и през 1988 г. и 1989 г. организира конференции, посветени на темата. През 1991 г. „Скандинейвиън Еърлайнс Систем“ разпространява бюлетин до всички свои пилоти, в който се посочва, че главният пилот носи отговорността да проверява самолета за лед или сняг, които могат да повлияят на полета.
Друг фактор за инцидента е недостатъчното обучение на екипажа; той не е обучен да възстановява работата на двигателя след многократно прекъсване. Освен това пилотите на авиокомпанията не познават добре ръководството за управление на „Макдонъл Дъглас MD-81“. Историята за инцидента е представена в десетия сезон на канадския телевизионен сериал „Разследване на самолетни катастрофи“.